# Helldivers 2
Helldivers 2 ist ein im Jahr 2024 veröffentlichter kooperativer Third-Person-Shooter, der von Arrowhead Game Studios für die Systeme PlayStation 5 und Microsoft Windows entwickelt wurde. Das Spiel ist die Fortsetzung von Helldivers, einem Top-Down-Shoot ’em up aus dem Jahr 2015. Am 8. Februar 2024 wurde das Spiel von Sony Interactive Entertainment im PlayStation Store und auf Steam veröffentlicht.
Helldivers 2 erhielt in den ersten Monaten nach Release positive Kritiken und verkaufte sich innerhalb der ersten drei Monate nach seiner Veröffentlichung nach Angaben seiner Entwickler über acht Millionen Mal.
Nachdem im Mai 2024 angekündigt worden war, dass zum Spielen der PC-Version von Helldivers 2 auf Steam ein Einloggen in das PlayStation Network (PSN) Voraussetzung würde und der Verkauf von Helldivers 2 in 177 Ländern eingestellt wurde (da man dort entweder keinen PSN-Account anlegen kann, oder das Anlegen eines PSN-Accounts eine PlayStation erfordert), erhielt das Spiel massive negative Rezensionen. Noch im selben Monat zog Sony Interactive Entertainment als Konsequenz auf das Review Bombing und den Shitstorm das Vorhaben einer PSN-Account-Pflicht für PC-Spieler zurück.

## Gameplay
Im Gegensatz zu Helldivers, einem Top-Down-Shooter, ist Helldivers 2 ein Third-Person-Shooter. Ähnlich wie im ersten Spiel können Spieler Gefechtsoptionen auswählen, Luftabwürfe, die Spieler während ihrer Missionen herbeirufen können, darunter Streubomben, Wachgeschütze, Schildgeneratoren oder Versorgungskapseln mit Spezialwaffen mit begrenztem Einsatz. Friendly Fire ist immer aktiv. Das Rüstungssystem des Spiels ist von echten Schusswaffen inspiriert, die gegen gepanzerte Ziele abgefeuert werden. Am 6. März kündigte Arrowhead an, dass den Missionen Planetengefahren hinzugefügt würden.
Während Helldivers über einen Koop-Modus mit geteiltem Bildschirm verfügte, ist dies bei Helldivers 2 nicht der Fall. Das Spiel bietet einen kooperativen Mehrspielermodus mit bis zu vier Spielern, jedoch keine spezielle Einzelspieler-Kampagne. Crossplay zwischen Spielern von PlayStation 5 und Windows ist per Einstellung möglich.

## Handlung
Helldivers 2 spielt ein Jahrhundert nach dem Triumph von Über-Erde (orig. „Super Earth“), einer Gelenkten Demokratie, über Cyborgs, Terminiden und die Illuminierten während der Ereignisse des ersten Spiels. Es wird herausgefunden, dass die Terminiden nach ihrem Tod eine einzigartige und äußerst wertvolle Ressource namens E-710 produzieren. Auf von Menschen kolonisierten Welten werden Terminiden-Farmen errichtet, doch kommt es zu einem Ausbruch der käferartigen Terminiden und Chaos und Zerstörung breiten sich aus. Gleichzeitig entsteht eine neue Bedrohung in Form der Automatons, einer mechanischen Armee, die die Menschheit vernichten will. Das Spiel beginnt mit einem Rekrutierungsvideo für die Helldivers, bei denen es sich um Elite-Truppen handelt, die aus dem Orbit abgesetzt werden, um die kolonisierten Länder zurückzuerobern.

## Entwicklung
Am 3. Dezember 2020 gaben Arrowhead Game Studios bekannt, dass mit der Arbeit an einem neuen Projekt für PlayStation 5 begonnen wurde. Es wurde bestätigt, dass es sich bei dem Spiel um einen Third-Person-Shooter handelt. Wie das erste Spiel läuft Helldivers 2 auf der eingestellten Autodesk Stingray-Spiel-Engine (ursprünglich bekannt als Bitsquid).

## Marketing und Verkaufsstatistiken
Im Juli 2023 wurde ein Gameplay-Trailer veröffentlicht.
Im Februar 2024 gab Johan Pilestedt, CEO von Arrowhead Games, bekannt, dass Helldivers 2 etwa eine Million Einheiten verkauft habe.
Helldivers 2 war die nach Verkaufszahlen erfolgreichste PC-Veröffentlichung eines PlayStation Studios. Arrowhead gab an, dass der Erfolg des Spiels ihre Erwartungen weit übertroffen habe. Nach dem anfänglichen Erfolg gab Arrowhead Studios bekannt, dass es beabsichtige, sein Studio zu vergrößern und mehr Entwickler einzustellen, um Helldivers 2 weiter zu betreuen und auszubauen.
Schätzungen zufolge wurden bis zum 4. März 2024 über drei Millionen Einheiten des Spiels verkauft und es wurde zum am aktivsten gespielten Spiel im PlayStation Network und übertraf sowohl Call of Duty: Warzone 2.0 als auch Fortnite. Laut Jason Schreier wurden bis Mitte März 2024 über acht Millionen Einheiten von Helldivers 2 verkauft.

## Auszeichnungen
Bei den Golden Joystick Awards 2024 wurde das Spiel als Console Game of the Year und Best Multiplayer Game ausgezeichnet und bekam den Critics’ Choice Award. Der Launch-Trailer The Fight for Freedom Begins wurde zudem zum Best Game Trailer ernannt. Das Spiel war zudem als Ultimate Game of the Year nominiert.
Bei den Game Awards 2024 gewann das Spiel in zwei Kategorien; bestes Multiplayer-Spiel und bestes fortlaufendes Spiel.

## Verfilmung
Auf der Consumer Electronics Show 2025 kündigte Sony die Verfilmung von Helldivers 2 an.